# NGC 2649
NGC 2649 é uma galáxia espiral barrada (SBbc) localizada na direcção da constelação de Lynx. Possui uma declinação de +34° 43' 03" e uma ascensão recta de 8 horas, 44 minutos e 08,1 segundos.
A galáxia NGC 2649 foi descoberta em 5 de Fevereiro de 1788 por William Herschel.